# Горинов, Александр Васильевич
Алекса́ндр Васи́льевич Го́ринов (1902—1975) — советский учёный, специалист в области железнодорожного транспорта; доктор технических наук (1936), профессор (1937), член-корреспондент Академии наук СССР (1939).

## Биография
Родился в 1902 году в городе Лубны Полтавской губернии в семье педагога.
По окончании в 1918 году Лубенской гимназии, был одним из руководителей уездного комитета комсомола Украины. С 1920 года жил в Москве, работал начальником тарифно-нормировочного бюро Совета военной промышленности. В 1925 году окончил строительный факультет Московского института инженеров транспорта (МИИТ), после чего в 1925—1926 годах служил в Красной армии.
В 1926—1930 годах Горинов работал в Наркомате путей сообщения инженером, затем начальником изысканий при проектировании железных дорог в Средней Азии, в Сибири и на Урале. Одновременно с 1927 года учился в аспирантуре кафедры проектирования железных дорог МИИТ, в 1930 году получив степень кандидата технических наук. После этого преподавал в МИИТ, пройдя ступени ассистента кафедры проектирования железных дорог (1927—1929) и доцента кафедры железных дорог (1929—1930). С 1930 года был заведующим кафедры изысканий и проектирования железных дорог, которую возглавлял до конца жизни.
В эти же годы А. В. Горинов руководил кафедрой проектирования железных дорог во Всесоюзной транспортной академии РККА (1931—1934) и в Ленинградском институте инженеров железнодорожного транспорта (1931—1958). Также с 1930 года — директор Центрального НИИ транспортного строительства; с 1932 года — главный инженер строительства железнодорожной магистрали Москва-Донбасс; с 1935 года — начальник проектно-строительного объединения Наркомата путей сообщения. В 1940—1941 годах — директор Центрального НИИ железнодорожного строительства; с 1941 года — директор Всесоюзного НИИ транспорта.
В 1950-х годах Горинов занимался научной разработкой и исследованиями по прокладыванию железных дорог в Туве, Якутии, Бурятии и на Дальнем Востоке. В 1960—1970 годах участвовал во многих научных советах и комиссиях по проблемам развития транспорта в СССР.
Жил в Москве на Цветном бульваре, 19 и на улице Арбат, 20. Умер в 1975 году в Москве. Урна с его прахом находится в колумбарии Новодевичьего кладбища. Рядом с ним похоронена его жена — Горинова Ольга Алексеевна (1902—1987).

## Награды
- орден Отечественной войны 1-й степени (28.12.1946)
- 2 ордена Трудового Красного Знамени (1939; 1966)
- 3 ордена «Знак Почёта» (1942; 1945; 1967)
- медали[3]